# Kira Wladimirowna Trussowa
Kira Wladimirowna Trussowa (russisch Кира Владимировна Трусова, englisch Kira Trusova; * 28. Juni 1994 in Toljatti) ist eine russische Handballspielerin, die dem Kader der russischen Nationalmannschaft angehört.

## Karriere
Kira Trussowa spielte bis 2012 bei Swesda Swenigorod. Anschließend schloss sich die Torhüterin GK Astrachanotschka an. Mit Astrachanotschka gewann sie 2016 die russische Meisterschaft. In der Saison 2021/22 lief sie für den rumänischen Erstligisten CS Măgura Cisnădie auf. Anschließend wechselte sie zum russischen Erstligisten PGK ZSKA Moskau. Mit ZSKA gewann sie 2023 die russische Meisterschaft sowie den russischen Pokal. Seit der Saison 2023/24 steht sie beim rumänischen Erstligisten HC Dunărea Brăila unter Vertrag.
Trussowa gewann 2012 mit Russland bei der U-18-Weltmeisterschaft die Silbermedaille. Ein Jahr später errang sie bei der U-19-Europameisterschaft die Goldmedaille. 2014 wurde sie bei der U-20-Weltmeisterschaft erneut Vizeweltmeisterin. Mittlerweile läuft sie für die russische Nationalmannschaft auf. Mit der russischen Auswahl nahm sie an der Europameisterschaft 2016 teil. Bei der Europameisterschaft 2018 gewann Trussowa die Silbermedaille.